# Buvuma (district)
Buvuma is een district in de regio Central van Oeganda. Het district beslaat de Buvuma-eilanden in het Victoriameer. Het administratief centrum van het district bevindt zich in Kitamilo. Het district telde in 2020 naar schatting 128.900 inwoners op een oppervlakte van 299 km² (landoppervlak).
Het district werd opgericht in 2010 door afsplitsing van het district Mukono. Het district is opgedeeld in een town council (Buvuma) en acht sub-county's.